# Loong Air
Zhejiang Loong Airlines Co.Ltd (cinese: 浙江 长龙 航空 有限公司), operante come Loong Air (长龙 航空) e precedentemente come CDI Cargo (长龙 国际 货运 航空 有限公司), è una compagnia aerea cinese con sede all'aeroporto Internazionale di Hangzhou-Xiaoshan a Hangzhou, Zhejiang.

## Storia
Loong Airlines era originariamente una compagnia aerea cargo chiamata CDI Cargo Airlines, che ha iniziato i servizi nel 2012 con un Boeing 737-300(SF). Ha ottenuto l'approvazione dalla Civil Aviation Administration of China per diventare una compagnia aerea passeggeri e ha iniziato i servizi nazionali nel 2013. Il 25 settembre 2013, la compagnia ha firmato un memorandum d'intesa con Airbus per l'acquisto di 20 aeromobili bimotore Airbus A320. I primi voli passeggeri sono stati operati il 29 dicembre 2013 da Hangzhou a Chongqing e da Hangzhou a Shenzhen.

## Destinazioni
Al 2022, Loong Air opera voli nazionali e internazionali veeso Bangladesh, Birmania, Cambogia, Corea del Sud, Giappone, Thailandia, Uzbekistan e Vietnam.

## Flotta

### Flotta attuale

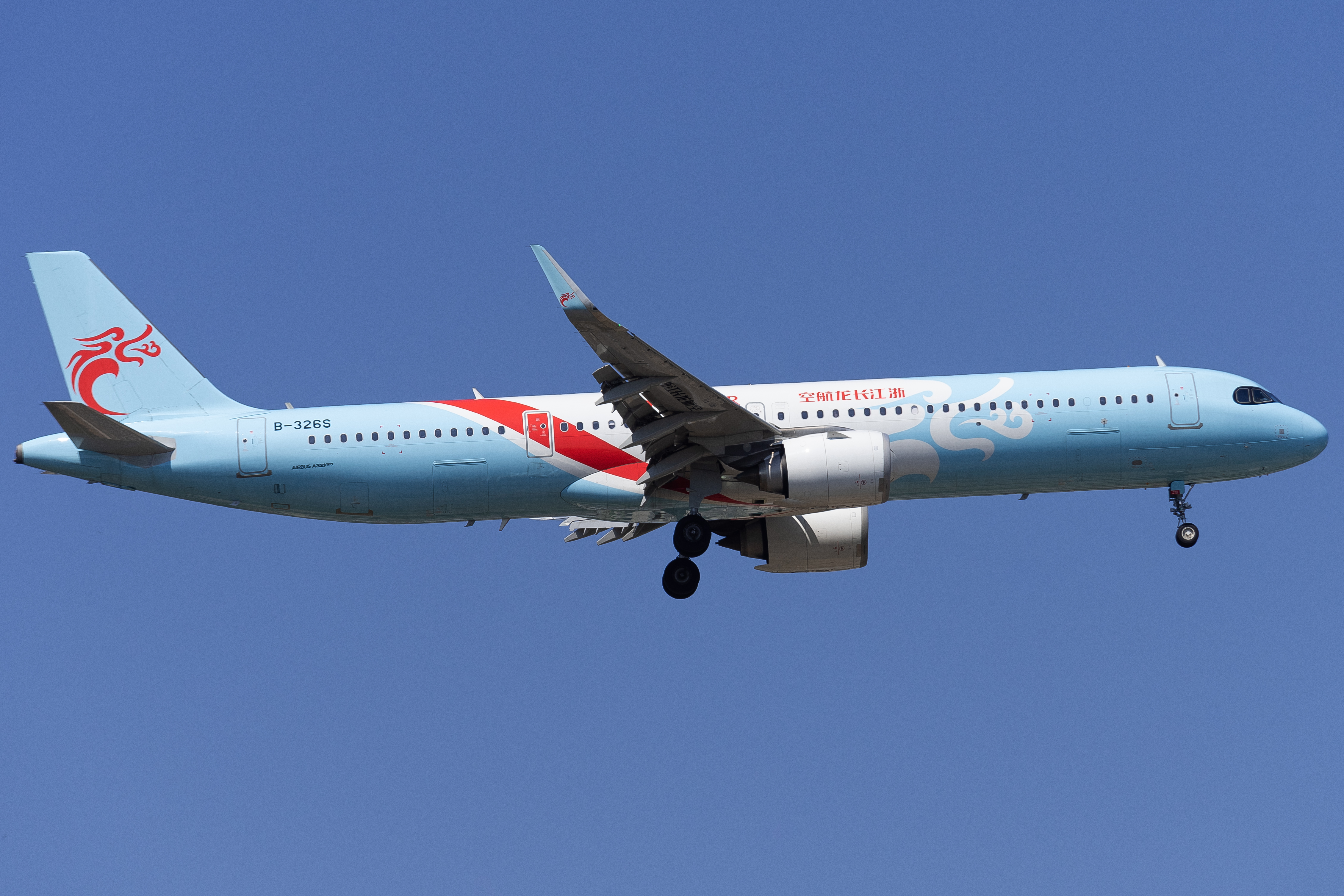
Un Airbus A321neo.

A marzo 2024 la flotta di Loong Air è così composta:

### Flotta storica

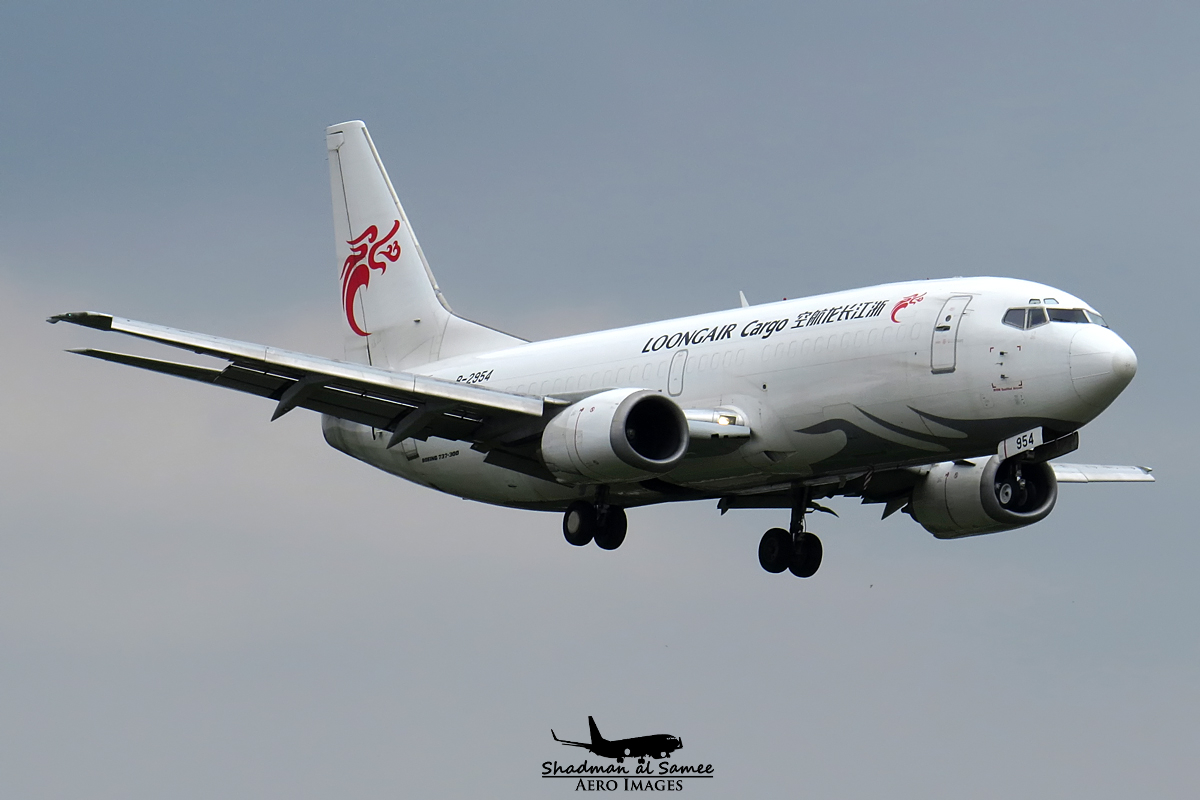
Uno dei tre Boeing 737-300(SF).

Nel corso degli anni, le operazioni cargo col nome di CDI Cargo Airlines sono state svolte con i seguenti aeromobili: